# Краснолобый лемур
Краснолобый лемур (лат. Eulemur rufus) — млекопитающее из семейства лемуровых.
Окраска самок рыжевато-бурая, самцов серо-бурая, над глазами расположены белые пятна, у самцов лоб рыжеватый.
Полвека назад был наиболее многочисленным лемуром Мадагаскара. Распространен был на большей части восточного и западного Мадагаскара, а также Центрального плато. До настоящего времени сохранился только на немногочисленных охраняемых территориях западного и северо-западного Мадагаскара. Обитает в сухих листопадных лесах.
Краснолобые лемуры живут группами по 4 — 17 взрослых особей обоих полов. Не слишком территориальны, живут на очень маленьких участках. Питается преимущественно листьями, фруктами и цветами. Гон в апреле-июне. Беременность 4,5 мес. В августе-ноябре самка рождает одного детёныша. Лактационный период длится около 5 мес.
Численность уменьшается из-за вырубки лесов и охоты. Занесён в Приложение I СИТЕС. Охраняется в 3 национальных парках (Баие-де-Бали (Baie de Baly), Цинги-де-Бамараха (Tsingy de Bemaraha) и Цинги-де-Наморока (Tsingy de Namoroka)), заповеднике Цинги-де-Бамараха (Tsingy de Bemaraha Strict Nature Reserve), в 3 специальных резерватах (Бемариво (Bemarivo), Касиджи (Kasijy) и Манингоза (Maningoza)) и охраняемом лесу Циомбокибо (Tsiombokibo Classified Forest).
|  |  |  |